# Приключения «Котобоя»
 Приключения «Котобоя» — российский рисованный мультсериал 2013 года студии Кристмас Филмз по мотивам одноимённой книги Андрея Усачёва «Приключения „Котобоя“».
- Первая серия — «Коты выходят в море»
- Вторая серия — «Путешествие на Северный полюс»

## Сюжет
- «Коты выходят в море»

На берегу Белого моря стоит деревня Котьма. Люди из неё уехали в город, и собаки с ними. А коты — остались. Трудно им поначалу пришлось. Но со временем пообвыклись. Рыбачить начали — море то под боком. А где море — там и рыба, а где рыба — там и кот.
Кот Котаускас уговорил кота Афоню отправиться на большой лодке в море на рыбалку. Потом нашёл гарпун и сам написал на борту лодки: Китобой. Когда Афоня закрепил на борту спасательный круг, то буква И оказалась закрыта, и получилось: Котобой. Решили так и оставить — других таких нет. Когда коты вышли в море, из трюма вылез мышонок Шустер и попросился в юнги. Пришлось принять. Выныривающий кит задел лодку, и Котаускас вылетел за борт. Кит пожалел его и взмахом хвоста отправил кота в полёт обратно на палубу, а вместе с ним и косяк селёдки. Счастливый Котаускас вылез из-под рыбы и обещал никогда больше не охотиться на китов: Киты и коты — братья навек! «Котобой» вернулся в деревню Котьма с большим уловом. На пристани их встречали все коты и кошки. Котаускас объявил: Бочку — на пристань! Афоня добавил: Угощаем всех! И пир начался.
- «Путешествие на Северный полюс»

Коты Котаускас и Афоня поспорили над картой, где селёдка жирнее, и решили, чем севернее — тем жирнее. Поэтому решили плыть на Северный полюс. Доплыли под парусом до кромки льдов, обмазали лодку рыбьим жиром, вытянули на лёд и на сани. Сильный ветер надувал парус, и лодка доехала до полюса. Исполнилась мечта Котаускаса — он бросил якорь на Северном полюсе. Нашли полынью, забросили сеть и с трудом вытянули улов. Загрузили рыбу на борт, и тут появился белый медведь. Пришлось оставить якорь и поднять парус, а медведю бросить самую крупную рыбу. Ветер выручил, но потом стих. На запах рыбы прибежали ездовые собаки. Чтобы его не учуяли, мышонок оделся в носок из собачьей шерсти, подкрался к собакам и набросил на них канаты с петлями. Афоня размахивая рыбиной побежал в нужном направлении, собаки следом повезли лодку и добежали до Котьмы. Там их торжественно встречали все взрослые коты. Собаки убежали, а на пристани был большой пир.

## Создатели
- Режиссёры: Андрей Игнатенко (1 серия), Дмитрий Семёнов (2 серия)
- Художники-постановщики: Леонид Пожидаев, Стелла Савельева (2)
- Аниматоры: Александр Панов, Алексей Подколзин, Василий Шевченко, Анастасия Кислова, Вячеслав Каюков, Е. Миронова, Е. Жбанова, Алексей Штыхин, Татьяна Подгорская
- Композитор: Александр Пинегин
- Звукорежиссёр: Андрей Кашин
- Роли озвучивали: Сергей Григорьев (1), Роман Мадянов (2), Сергей Балабанов, Юрий Чернов, Ольга Шорохова, Фёдор Добронравов
- Песня «Славный Котобой»:
  - Музыка — Александр Пинегин
  - Текст песни — Андрей Усачёв
  - Исполняют — Александр Пинегин и Михаил Самойлов

## Награды
- 2014 Сериал «Приключения „Котобоя“» студии «Кристмас Филмз» получил несколько высших призов IX Международного арт-фестиваля «Лунный кот» (IX International Art Festival «Catalonia — Country of the Moon Cat» 2014). Фестиваль проходил в городе Льорет де Мар (Испания).

Гран-При достался серии «Путешествие на Северный Полюс» (режиссер Дмитрий Семенов).
Первая премия — серии «Коты выходят в море» (режиссер Андрей Игнатенко).
- 2014 VIII Большой Фестиваль Мультфильмов: Победители зрительского голосования в «Детской» программе 1 место «Коты выходят в море» реж. Андрей Игнатенко.[2]